# Nit de les Telecomunicacions i la Informàtica
La Nit de les Telecomunicacions i la Informàtica és un acte institucional pioner i de referència del sector de les Telecomunicacions i Tecnologies de la informació celebrat a Barcelona des de l'any 1995.
La 'Nit de les Telecomunicacions i la Informàtica', que està organitzada conjuntament per l'Associació Catalana d'Enginyeria de Telecomunicació i Tecnologies Digitals (Telecos.cat) i el Col·legi Oficial d'Enginyeria en Informàtica de Catalunya (COEINF), és la trobada de networking per excel·lència, i la primera del sector de Barcelona, per a professionals, empreses, administració pública, associacions i institucions del sector de les Tecnologies de la informació i la comunicació (TIC) a Catalunya.

## Premis de la Nit de les Telecomunicacions i la Informàtica
Aquest esdeveniment és, a més a més, el marc de lliurament dels 'Premis de La Nit', on es reconeix la feina de professionals que han contribuït al progrés del sector de les Tecnologies de la Informació i la Comunicació. Els reconeixements que es lliuren són els premis Salvà i Campillo, guardons de prestigi que reconeixen la personalitat de l'any i l'emprenedoria, el premi Joan Clarke, de reconeixement al/la CIO destacat, l'Alan Turing, a la responsabilitat social, el premi a la Comunicació i Divulgació de les TIC, així com l'entrega del Premi d'Honor de La Nit.

## Premiats

### "Premis Salvà i Campillo"

#### Premi Telecom - A nivell internacional
Distingeix la personalitat pública o privada més destacada en la potenciació o divulgació de les noves tecnologies de la informació i la comunicació a nivell nacional o internacional.
| Any  | Premiat                        | Notes                                                                                        |
| ---- | ------------------------------ | -------------------------------------------------------------------------------------------- |
| 2012 | Barcelona Mobile World Capital | John Hoffman en representació de la GSMA i Josep Lluís Bonet, President de Fira de Barcelona |

#### Premi Telecom Europa - a nivell europeu
Distingeix a la personalitat pública o privada més destacada en la potenciació o divulgació de les noves tecnologies de la informació i la comunicació a Europa.
| Any  | Premiat                         | Notes |
| ---- | ------------------------------- | --- |
| 2000 | Michel Carpentier               | Comissió Europea |
| 2001 | Jorma Ollila                    | President Internacional Grup Nokia |
| 2002 | George Metakides                | Director de Tecnologies Esencials i Infraestructures del Programa de les Tecnologies per a la Societat de la Informació (IST) de la Unió Europea                  |
| 2003 | Francisco-Javier Benedicto Ruiz | Director del Programa Europeu de Navegació per satèl·lit 'Galileu'                                                                                                |
| 2004 | Tim Berners-Lee                 | Creador de la “World Wide Web” |
| 2005 | Declan O'Donovan                | Embaixador d'Irlanda, en nom de l'Estat d'Irlanda |
| 2006 | César Alierta Izuel             | President de Telefónica |
| 2007 | Fernando Francés                | President de la consultora Everis |
| 2008 | Tobías Martínez                 | Director General d'Abertis Telecom |
| 2009 | Francisco Ros                   | Secretari d'Estat de Telecomunicacions i per a la Societat de la Informació                                                                                       |
| 2010 | Manuel Martin-Neira             | Projecte SMOS |
| 2011 | Antonio Luque López             | Director del Institut d'Energia Solar, catedràtic de Tecnologia Electrònica de la Escuela Técnica Superior de Telecomunicación de la UPM, i Acadèmic d'Enginyeria |

#### Premi a l'enginyer de l'any – a nivell de Catalunya
Es guardona l'enginyer de Telecomunicació, Electrònic o Informàtic, que destaqui per la seva trajectòria professional en el món empresarial o acadèmic de Catalunya. Només poden optar a aquest premi les persones que treballen o han treballat a Catalunya.
| Any  | Premiat                        | Notes |
| ---- | ------------------------------ | --- |
| 1996 | Fernando Gallego Lázaro        | Execució i proyecte nodo RDSI |
| 1997 | Mateo Valero Cortés            | Supercomputació en paral·lel. Creador del CEPBA                                                                                       |
| 1998 | Ramon Agustí i Comes           | Investigacions en comunicacions mòbils                                                                                                |
| 1999 | Lluís Jofre i Roca             | Director del Pla Estratègic per a la Societat de la informació                                                                        |
| 2000 | Pedro J. Lizcano               | Enginyer Telecomunicació i investigador destacat de telefònica I+D                                                                    |
| 2001 | Antonio Elías Fusté            | Director Escola Tècnica Superior Enginyers de Telecomunicació de Barcelona i promotor de la carrera                                   |
| 2002 | Jordi Casamitjana Cucurella    | Vicepresident de Nortel Networks i Director General de Nortel Networks Hispania                                                       |
| 2003 | Miguel Àngel Lagunas Hernández | Dr. Enginyer de Telecomunicació. Professor del Dep. TSC de la Escola Tècnica Superior Enginyers de Telecomunicació de Barcelona (UPC) |
| 2004 | Joaquin Badenas Marín          | President de Tecnoimagen |
| 2005 | Carles Matín Badell            | President del INEC i del ACET |
| 2006 | Jesús Labarta                  | Director IT del BSC |
| 2007 | José Luis Pérez Baeza          | Fundador de la empresa Knosos |
| 2008 | Jordi Botifoll                 | Vicepresident de l'Àrea Mediterrània de Cisco Systems                                                                                 |
| 2009 | Domingo Ruiz Estopiñan         | Director General ADTEL |
| 2010 | Mònica Sala                    | Directora General d'Orange Catalunya                                                                                                  |
| 2011 | Juan Carlos Riveiro            | Fundador de Gigle Networks |
| 2012 | Antoni Brey                    | CEO de Urbiótica |

#### Premi a l'enginyer novell - a nivell estatal
Es guardona a l'enginyer de Telecomunicació o Electrònic, titulat en els darrers dos anys que hagi fet una aportació destacada al sector, ja sigui desenvolupant un producte o disseny innovador o bé posant en marxa una iniciativa en el camp de les telecomunicacions i l'electrònica.
| Any  | Premiat                                    | Notes                                                                             |
| ---- | ------------------------------------------ | --------------------------------------------------------------------------------- |
| 1996 | Joan Lluís i Rabassó                       | Premi especial a la Universitat Oberta de Catalunya (área de Sistema d'informació |
| 1997 | Jorge Calvín Gil-Mascarell                 |                                                                                   |
| 1998 | Josep Montayà i Silvestre                  |                                                                                   |
| 1999 | Joan Capdevila Vives i Xavier Renom Portet | (Ex aequo)                                                                        |
| 2000 | Noelia Cabezón Pellejero                   |                                                                                   |
| 2001 | Joan Puig Galán i Joan Pérez Rodríguez     | Diploma al mèrit a: Ferran Noguera Carnicero                                      |
| 2002 | Nicolás Espinosa Tugues                    |                                                                                   |
| 2003 | Tomás Palacios Gutiérrez                   |                                                                                   |
| 2004 | == Desert ==                               |                                                                                   |
| 2005 | Arnau Sumpsi i Eduard Calvo                | (Ex aequo)                                                                        |
| 2006 | Javier Gutiérrez Meana                     |                                                                                   |
| 2007 | Aleix Hernández                            |                                                                                   |

#### Premi a la personalitat destacada
Distingeix la personalitat pública o privada (institució o persona) que hi ha contribuït de manera notable a la potenciació o divulgació de l'Electrònica, les Tecnologies de la Informació i la Comunicació o de l'Audiovisual a nivell nacional o internacional.
| Any  | Premiat                               | Notes |
| ---- | ------------------------------------- | --- |
| 2013 | Francesc Fajula                       | Director de la Fundació Banesto                                                                                   |
| 2014 | Carlos Domingo                        | CEO de Telefónica I+D                                                                                             |
| 2015 | Carles Puente                         | Cofundador i director científic de Fractus                                                                        |
| 2016 | Núria Oliver                          | Directora científica de Telefónica R+D                                                                            |
| 2017 | Lluís Torner i Sabata                 | Director de l'ICFO                                                                                                |
| 2018 | Ana Ripoll Aracil i Andreu Veà i Baró | Presidenta de l'Associació Bioinformàtics Barcelona, i Biògraf d'Internet i emprenedor, respectivament (Ex aequo) |
| 2019 | Ricardo Baeza-Yates                   | CTO de NTENT Hispania i catedràtic de la UPF                                                                      |
| 2020 | Mar Alarcón                           | CEO i fundadora de SocialCar                                                                                      |
| 2021 | Núria Castell Ariño                   | Professora del Departament de Ciències de la computació de la Facultat d'Informàtica de la UPC                    |
| 2022 | Anna N Schlegel                       | Vicepresidenta de Procore Technologies i cap d'Estrategia de GPA Innova                                           |
| 2023 | Andreu Vilamitjana                    | Director de CISCO Espanya                                                                                         |
| 2024 | Susana Prado García                   | Directora general d'INETUM Catalunya.                                                                             |
| 2025 | Ana Pérez Neira                       | Directora del Centre Tecnològic de Telecomunicacions de Catalunya.                                                |

#### Premi a l'emprendedor/a
Reconeix la capacitat emprenedora a l'hora de posar en marxa una iniciativa empresarial d'èxit o innovadora a l'àmbit de l'Electrònica, les Tecnologies de la Informació i la Comunicació o l'Audiovisual, o que es base en l'ús de les TIC, creada els darrers 5 anys.
| Any  | Premiat                                                | Notes |
| ---- | ------------------------------------------------------ | --- |
| 2013 | Karen Márquez                                          | Sòcia-fundadora d'Infantium                                                                                           |
| 2014 | Andrés Bou i Horacio Martos                            | Co-fundadors de Social Point                                                                                          |
| 2015 | Tomas Diez                                             | Director de Fab Lab Barcelona                                                                                         |
| 2016 | Vesna Prchkovska i Paulo Rodrigues                     | Co-fundadors de Mint Labs                                                                                             |
| 2017 | Ramon Alós i José M. Caballero                         | Fundador i president d'Optral, i Fundador i director general d'Albedo Telecom, respectivament (Ex aequo)              |
| 2018 | Mònica Roca i Aparici                                  | Fundadora, directora general i directora de R+D de isardSAT Group                                                     |
| 2019 | Josep Ceron i Pere Lumbreras                           | Fundadors d'Intesis Software                                                                                          |
| 2020 | David Riudor, Gabriel Esteban i Carlos Rodríguez Antón | Fundadores de GOIN |
| 2021 | Carlos Blanco                                          | Business Angel. Fundador de Nuclio Venture Builder i Encomenda Smart Capital                                          |
| 2022 | Marta Guardiola Garcia                                 | Presidenta i directora tècnica de MiWEndo Solutions                                                                   |
| 2023 | Jordi Baylina i Jaume Sanpera                          | CISCO Espanya, co-fundador de PolygonID & Polygon Hermez, i CEO de Sateliot, respectivament                           |
| 2024 | Víctor Canivell                                        | cofundador de Qilimanjaro Quantum Tech, la primera empresa full-stack de computació quàntica                          |
| 2025 | LuxQUanta                                              | Una spin-off de l’Institut de Ciències Fotòniques, que desenvolupa i comercialitza sistemes de criptografia quàntica. |

### "Premis Alan Turing i Joan Clarke"

#### Premi al CIO de l'any
Reconeixement al CIO (Chief Information Officer) que ha destacat per la seva tasca professional a l'àmbit estatal durant els darrers anys. Aquest premi rep el nom d'Alan Turing fins al 2019. El 2020 canvia la seva denominació per Joan Clarke (mà dreta de Turing), per rendir homenatge a la contribució de les dones al sector
| Any  | Premiat                        | Notes |
| ---- | ------------------------------ | --- |
| 2013 | Jordi Navarro                  | CIO de Condis                                                                                              |
| 2014 | Catalina Grimalt               | CIO del Port de Barcelona                                                                                  |
| 2015 | Carles Abarca                  | CPIO de Banc Sabadell                                                                                      |
| 2016 | Manuel Sanromà                 | CIO del Ajuntament de Barcelona                                                                            |
| 2017 | Francesc Muñoz                 | CIO de Cuatrecasas Advocats                                                                                |
| 2018 | Miguel Ángel Iglesias          | CIO/ Digital Transformation Leader de Volkswagen Group España Distribución                                 |
| 2019 | Sergi Girona                   | CIO/Director general de Operacions del Barcelona Supercomputing Center (BSC)                               |
| 2020 | Anna Benavent                  | CIO del Consorci Sanitari Parc Taulí                                                                       |
| 2021 | Raimon Dalmau                  | CIO del Sistema de Emergencias Médicas de la Generalitat de Catalunya                                      |
| 2022 | Mercè Buxadera                 | CIO para el Sur de Europa del Grupo Danone                                                                 |
| 2023 | Benito Cerrillo i Sergi Gistàs | CIO de Vichy Catalan Corporation, i CIO d'Esteve Pharmaceuticals de 1984 a 2021, respectivament (Ex aequo) |
| 2024 | Eduard Martín Lineros          | CIO i director d'Innovació a la Fundació Mobile World Capital Barcelona.                                   |
| 2025 | Rosa Maria Cortada             | CIO d’Oxfam-Intermon                                                                                       |

#### Premi al compromís social
Reconeix l'impulsor d'una iniciativa o projecte innovador amb un impacte social positiu que aporti valor a la societat en els àmbits de la ciutadania, el medi ambient, la cultura o la integració social a Catalunya.
| Any  | Premiat                        | Notes |
| ---- | ------------------------------ | --- |
| 2013 | Jordi Albó                     | Coordinador projecte de robótica a La Salle |
| 2014 | Víctor Bautista                | Fundador de Social Diabetes |
| 2015 | Guttmann Neuropersonal Trainer | Plataforma de telerehabilitació cognitiva impulsada por el Institut Guttmann i ICA. Recolliren el premi Teresa Roig (Guttmann) i Xavier Monzó (ICA)     |
| 2016 | Jaume Cunill                   | Fundador de Tech4freedom |
| 2017 | Jordi Ros                      | Fundador del proyecto Labdoo |
| 2018 | Eva Vidal                      | Directora académica del Centre de Cooperació per al Desenvolupament de la UPC i impulsora de l'Associació Universitaris per a la Cooperació Distribució |
| 2019 | AUCOOP                         | Associació de Universitaris per a la Cooperació de la UPC                                                                                               |
| 2020 | Citilab-Cornellà               | Pel seu projecte Edulab |
| 2021 | COVIDWarriors                  | Associació de voluntaris units en la lluita contra la COVID-19                                                                                          |
| 2022 | Projecte HUGO                  | Companyia Evidenze |
| 2023 | Ana Freire Veiga               | Doctora en Informàtica i directora de l’Àrea de Tecnologia de la UPF                                                                                    |
| 2024 | Cristina Steegmann Pascual     | directora de l'Institut Eugeni d'Ors de Badalona, per haver aconseguit integrar les TIC en l'educació.                                                  |
| 2025 | Club de Dones Politècniques    | Dedicat a reduir l’escletxa de gènere al sector amb visibilització de dones referents, mentories i altres iniciatives.                                  |

### "Premi a la comunicació i divulgació de les TIC"
Distingeix el mitjà de comunicació (ràdio, televisió, premsa o Internet) d'àmbit nacional o internacional, que hagi destacat per la tasca de comunicació i divulgació de les TIC.
| Any  | Premiat                       | Notes |
| ---- | ----------------------------- | --- |
| 2017 | Generació digital             | Programa de Televisió de Catalunya-Canal 33. Recull el premi Lluís Marquina i Pichot, director y presentador del programa                                           |
| 2018 | La Vanguardia                 | Per la seva secció “Tendencies”. Recull el premi Susanna Quadrado, redactora en cap                                                                                 |
| 2019 | Revolució 4.0                 | Programa de Catalunya Ràdio. Recull el premi Xantal Llavina, directora i presentadora del programa                                                                  |
| 2020 | Diari ARA                     | Per la seva secció “Dígits i andròmines”. Recull el premi Albert Cuesta i Zaragosí, cap de secció                                                                   |
| 2021 | Fibracat TV                   | Canal de TDT nascut l'1 de juny de 2020 amb l'objetiu diferencial: posar en valor l'empoderament femení i la revolució tecnològica amb formats i continguts inèdits |
| 2022 | L'altra ràdio                 | Programa de Radio 4 de RNE. Recull el premi Cinto Niqui, director i presentador del programa                                                                        |
| 2023 | Vicent Partal i Montesinos    | Director de VilaWeb |
| 2024 | Ràdio Associació de Catalunya | En el seu 100 aniversari. |
| 2025 | Mariola Dinarès               | Creadora del programa radiofònic de divulgació científica POPAP |

### "Premi d'Honor"
Distingeix la personalitat pública o privada (institució o persona) amb una àmplia i destacada trajectòria professional relacionada amb l'Electrònica, les Tecnologies de la Informació i la Comunicació o Audiovisual en l'àmbit tècnic, acadèmic, empresarial o institucional a l'Estat.
| Any  | Premiat                                                                                 | Notes |
| ---- | --------------------------------------------------------------------------------------- | --- |
| 1999 | Ricardo Valle i Raimo Lindgren                                                          | Escuela Técnica Superior de Ingenieros de Telecomunicación de Madrid, i Conseller Delegat de Ericsson España, respectivament                                        |
| 2000 | Manuel Moralejo i Miguel A. Canalejo                                                    | Director de Retevisión a Catalunya i Balears, i Director General-Conseller Delegat d'ALCATEL, respectivament                                                        |
| 2002 | Teófilo del Pozo Rodríguez                                                              | Vicepresident de BT Telecomunicaciones i Director de la Escuela Politécnica de Ingenieros de la Universitat Antonio de Nebrija                                      |
| 2003 | Gabriel Ferraté Pascual                                                                 | Rector de la Universitat Oberta de Catalunya i assessor del Govern d'Espanya i de la Comissió Europea de las respectivas comisiones de la Societat de la informació |
| 2004 | Pedro Vicente del Fraile i Ángel Iglesias Cocolina                                      | Professor de la ETSETB-UPC, i Fundador de la firma IKUSI, respectivament                                                                                            |
| 2005 | Alexandre Blasi                                                                         | Vicepresident i conseller delegat de Samsung |
| 2006 | Daniel Cabedo                                                                           | Director d'enginyeria i arquitectura de La Salle |
| 2007 | Escola Tècnica Superior d'Enginyeria de Telecomunicació de Barcelona (ETSETB) de la UPC | Premi atorgat pel trenta aniversari de la primera promoció d'enginyers de telecomunicació titulats a aquesta escola                                                 |
| 2008 | Carlos Vivas                                                                            | Director General de Secartys |
| 2009 | Joan Majó i Cruzate                                                                     | Exministre i actual president del consell assessor de la Seda i vicepresident de la Fundació Jaume Bofill                                                           |
| 2010 | Josep Clotet                                                                            | Fundador de Promax |
| 2011 | Javier Nadal Ariño                                                                      | Vicepresident de la Fundación Telefónica. Fou el primer director general de la DGTel                                                                                |
| 2012 | Jaume Ferrús i Estopà                                                                   | Directiu del grup audiovisual Mediapro. Fou director general de Canal Satélite Digital                                                                              |
| 2013 | Josep Amat i Girbau                                                                     | Professor emèrit de la UPC |
| 2014 | Mateo Valero i Cortés                                                                   | Director del BSC-CNS |
| 2015 | Escuela Técnica Superior de Ingeniería de Telecomunicación (ETSIT) de la UPM            | Amb motiu del seu 50è aniversari |
| 2016 | Miguel Àngel Lagunas Hernández                                                          | Director del Centre Tecnològic de Telecomunicacions de Catalunya (CTTC)                                                                                             |
| 2017 | Facultat d'Informàtica de Barcelona (FIB-UPC)                                           | Amb motiu del seu 40è aniversari |
| 2018 | Pilar Conesa i Santamaria                                                               | Fundadora i CEO de Anteverti |
| 2019 | Marcel Coderch i Collell i Manel Medina                                                 | (exaequo) President de l'Autoritat Catalana de la Competència, i (exaequo) Catedràtic de la UPC i expert internacional en ciberseguridad                            |
| 2020 | Tobías Martínez i Enric Barba                                                           | Conseller delegat de Cellnex Telecom, i President del Club d'Innovació i Tecnologia de la CECOT, respectivament                                                     |
| 2021 | Universitat Politècnica de Catalunya                                                    | Amb motiu del seu 50è aniversari |
| 2022 | Ramon Pallàs Areny                                                                      | Catedràtic de la UPC i profesosr de la Escola d'Enginyeria de Telecomunicació i Aeroespacial de Castelldefels (EETAC)                                               |
| 2023 | Arcadi Navarro i Cuartiellas                                                            | Catedràtic de genètica de la Universitat Pompeu Fabra (UPF) i director de la Fundació Pasqual Maragall                                                              |
| 2024 | Josep Casanovas                                                                         | Fundador de inLab FIB, codirector de LogiSim (Centre de Simulació de Sistemes de Logística), i exdegà de la Facultat d'Informàtica de Barcelona                     |
| 2025 | Josep Maria Martorell Rodon                                                             | Director associat del Barcelona Supercomputing Center |

### "Premi d´Honor Internacional"
Distingeix la personalitat pública o privada (institució o persona) amb una àmplia i destacada trajectòria professional relacionada amb l'Electrònica, les Tecnologies de la Informació i la Comunicació o Audiovisual en l'àmbit tècnic, acadèmic, empresarial o institucional a nivell internacional.
| Any  | Premiat       | Notes                                                                                                   |
| ---- | ------------- | --- |
| 1999 | Roberto Viola | Director General de Communications Networks, Content and Technology (DG Connect) de la Comissió Europea |